# Птицын, Леонид Васильевич (художник)
Леони́д Васи́льевич Пти́цын (1929, д. Кудеверь, Псковская область — 8 декабря 2017, Гатчина, Ленинградская область) — советский и российский художник. Заслуженный художник РФ (2010). Работал преимущественно в жанре пейзажного этюда. Наиболее известные картины: «Возвращение солдата», «Автобусная остановка в деревне Кудеверь», «Солнечный день». Известен как человек, ставший художником, не имея обеих рук.

## Биография
Родился в д. Кудеверь в Псковской области. Во время войны находился в эвакуации, два старших брата воевали и погибли на фронте. Летом 1944 года вместе с родителями вернулся домой и участвовал в деятельности истребительного отряда, где занимался захоронением павших бойцов и разминированием местности. Разминировал 70 мин, В результате взрыва одной из мин потерял обе руки и получил повреждения лица.
По собственным воспоминаниям, преодолеть последствия и стать художником ему помогла книга Б. Н. Полевого «Повесть о настоящем человеке», где описывалась жизнь лётчика, который продолжал летать после потери обеих ног.
Учился в Ленинградском художественном училище, затем в Академии художеств. Жил и работал преимущественно в Ленинграде, а также в Ленинградской и Псковской областях.

## Семья
Жена Дина Ивановна Птицына. Сын Константин, художник, сотрудник СПб ГБУ Центр физической культуры, спорта и здоровья Василеостровского района. Внук Илья.